# Susy Kane

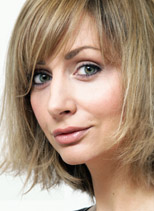
Susy Kane

Susanna „Susy“ Kane (* 27. August 1978 in Dorking, Surrey) ist eine britische Schauspielerin, Drehbuchautorin und Musikerin.

## Leben und Karriere
Kane ist die Tochter der Opernsängerin Alison Warner und des Schauspielers und Schriftstellers John Kane und die jüngere Schwester des Schauspielers Simon Kane. Sie wuchs in Wandsworth, einem Stadtbezirk von London auf und gewann in der sechsten Klasse ein Stipendium an der Westminster School. Sie studierte Chinesisch, Kunst und Film an der University of Edinburgh.
Bereits als Sechzehnjährige begann sie, in Jazz-Clubs zu singen. Sie spielte Zigeunergeige im 2005 erschienenen Album Tissues and Issues von Charlotte Church.
Ihre erste Fernsehrolle hatte sie 1999 in der BBC One Kinder-Comedy-Serie Barmy Aunt Boomerang. Es folgten Rollen in englischen Serien wie G Force, The Thick of It, Misfits und Starlings. Seit 2013 spielt sie in der britischen Mystery-Serie House of Anubis die Rolle der Miss Denby.
Sie arbeitete als Autorin, Darstellerin und Regisseurin für Comedy-Sketche für die Internetseite Funny or die und schrieb Sketche für Radio- und Fernsehsendungen wie Harry and Paul und The Wrong Door. Sie lebt in London.

## Filmografie (Auswahl)
- 1999–2000: Barmy Aunt Boomerang (Fernsehserie, 20 Episoden)
- 2000: Resurrecting Bill
- 2001: G Force (Fernsehserie, 1 Episode)
- 2007: Saxondale (Fernsehserie, 1 Episode)
- 2007: Extras (Fernsehserie, 1 Episode)
- 2007: Comedy: Shuffle (Fernsehserie, 1 Episode)
- 2008: Gavin & Stacey (Fernsehserie, 1 Episode)
- 2008: Comedy Cuts (Fernsehserie, 3 Episoden)
- 2008: Parents of the Band (Fernsehserie, 1 Episode)
- 2009: Scoop (Fernsehserie, 1 Episode)
- 2009: Things Talk (Fernsehfilm, Stimme)
- 2009: The Thick of It (Fernsehserie, 1 Episode)
- 2010: Misfits (Fernsehserie, 1 Episode)
- 2011: Hattie (Fernsehfilm)
- 2011: White Van Man (Fernsehserie, 1 Episode)
- 2011: Goodnight Burbank (Fernsehserie, 1 Episode)
- 2011: Mongrels (Fernsehserie, 1 Episode)
- 2012: The Bleak Old Shop of Stuff (Fernsehserie, 1 Episode)
- 2012: Live at the Electric (Fernsehserie, 1 Episode)
- 2012: Starlings (Fernsehserie, 1 Episode)
- 2012: Bad Education (Fernsehserie, 1 Episode)
- 2013: House of Anubis (Fernsehserie, 40 Episoden)
- 2018: Stan & Ollie